# Esistono gli angeli?
Esistono gli angeli? è un film del 1961 diretto da Lars-Magnus Lindgren.

## Trama
Jan Froman è un ragazzo che viene assunto come assistente custode in una banca. Un giorno incontra Margareta e si innamora di lei all'istante, ma la ragazza sta per sposarsi...

## Distribuzione

### Data di uscita
Il film non è mai uscito nei cinema italiani, ma è stato trasmesso sul canale satellitare RaiSat Cinema ; dal 2021 è disponibile su Netflix. In Svezia è stato distribuito a partire dal 30 gennaio 1961

### Titoli con cui è stato distribuito
- Anioly istnieja?, Polonia
- Deliciosa Margaret, Argentina
- Do You Believe in Angels?, Gran Bretagna
- Enkeleitä, onko heitä..., Finlandia
- Existe-t-il encore des anges?, Francia
- Love Mates, Stati Uniti